# Offrande de la veuve

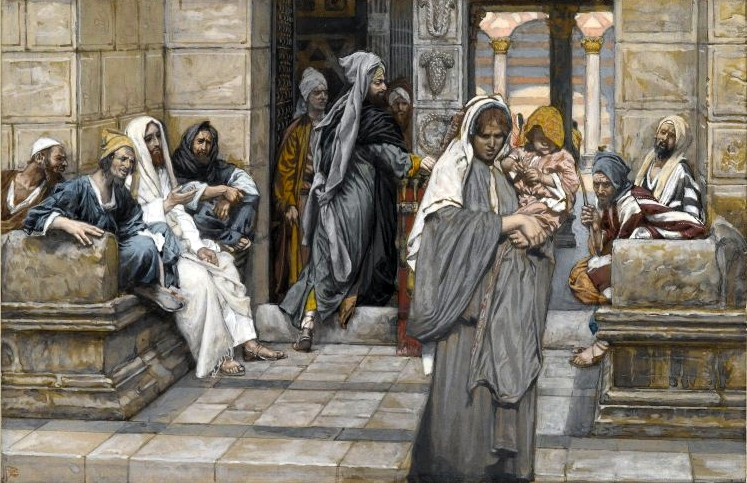
Le denier de la veuve, par James Tissot, Brooklyn Museum.

L’offrande de la veuve est un discours qui aurait été adressé par Jésus-Christ à ses disciples ainsi qu'à une foule, au sujet de l’offrande des riches et de celle d’une pauvre veuve. Il est cité dans deux Évangiles synoptiques, soit dans l’Évangile selon Marc, chapitre 12, versets 41 à 44 et l’Évangile selon Luc, chapitre 21, versets 1 à 4.

## Texte
Évangile selon Luc, chapitre 21, versets 1 à 4 :
« Jésus, ayant levé les yeux, vit les riches qui mettaient leurs offrandes dans le tronc. Il vit aussi une pauvre veuve, qui y mettait deux petites pièces. Et il dit: Je vous le dis en vérité, cette pauvre veuve a mis plus que tous les autres;
car c'est de leur superflu que tous ceux-là ont mis des offrandes dans le tronc, mais elle a mis de son nécessaire, tout ce qu'elle avait pour vivre. »

## Interprétation
L'interprétation traditionnelle considère ce récit comme montrant l'opposition entre la conduite des scribes et la générosité de la veuve.
Le récit de l’offrande de la veuve est également utilisé par certaines églises pour inciter les fidèles à suivre l’exemple de la veuve et à faire de grosses offrandes, malgré une situation de précarité. Divers théologiens ont critiqué cette interprétation ,. Ils mettent en lien ce récit avec la condamnation de Jésus au sujet des chefs religieux qui dévorent les maisons des veuves, dans le verset précédent (Évangile selon Luc, chapitre 20). Ainsi, Jésus n’aurait pas voulu montrer l’exemple d’un généreux donateur, mais plutôt dénoncer un cas d’injustice.